# Solms-Rödelheim-Assenheim
Solms-Rödelheim-Assenheim fu una contea a sud dell'Assia e ad est della Renania-Palatinato, in Germania. Venne creata dell'unione delle contee di Solms-Assenheim e Solms-Rödelheim, e in due occasioni venne ripartita. Solms-Rödelheim-Assenheim venne infine assegnata all'Assia-Kassel e all'Assia-Darmstadt nel 1806.

## Conti di Solms-Rödelheim-Assenheim

### Prima creazione: 1635–1699
- Giovanni Augusto (1635–1680)
- Giovanni Carlo Eberardo (1680–1699)

### Seconda creazione: 1722–1728
- Luigi Enrico (1722–1728)

### Third creation: 1778–1806
- Carlo Ernesto Giovanni (1778–1790)
- Volrath Francesco Carlo Luigi (1790–1806)